# Horace Ashenfelter
Horace Ashenfelter III (Collegeville (Pennsylvania), 23 januari 1923 – West Orange (New Jersey), 6 januari 2018) was een Amerikaans atleet op de middellange en lange afstanden en de 3000 m steeple. Op dit laatste onderdeel werd hij olympisch kampioen.

## Loopbaan
Ashenfelter begon met atletiek, nadat hij in militaire dienst was geweest tijdens de Tweede Wereldoorlog en afgestudeerd was aan de universiteit van Pennsylvania. Van 1947 tot 1956 nam hij deel aan internationale kampioenschappen. Hij werd eruit gelopen door vele internationale atleten, maar won in totaal zeventien maal het kampioenschap van de Amerikaanse Atletiekbond en won drie nationale universiteitstitels.
Alhoewel Horace Ashenfelter op de Olympische Spelen in 1952 tot de favorieten behoorde, was zijn overwinning op de 3000 m steeple toch verrassend. Hij won voor de Rus Vladimir Kazantsev en verbeterde met zijn winnende tijd van 8.45,68 het officieuze wereldrecord. Omdat Ashenfelter voor de FBI werkte, maakte men een grap dat hij de eerste Amerikaanse spion was die zich door de Russen liet achtervolgen. In dat jaar werd hij ook onderscheiden met de James E. Sullivan Award als beste Amerikaanse amateuratleet van het jaar. In 1956 nam Ashenfelter ook deel aan de Olympische Spelen in Melbourne. Dit keer werd hij uitgeschakeld in de reeksen. 
De indoor-atletiekbaan van de universiteit van Pennsylvania is naar Ashenfelter vernoemd.
Ashenfelter overleed in 2018 op 94-jarige leeftijd, zeventien dagen voordat hij de 95-jarige leeftijd zou hebben bereikt.

## Titels
- Olympisch kampioen 3000 m steeple - 1952
- Amerikaans indoorkampioen 3 Eng. mijl - 1952, 1953, 1954, 1955, 1956
- Amerikaans kampioen 3000 m steeple - 1951, 1956
- Amerikaans kampioen 2 Eng. mijl steeple - 1953
- Amerikaans kampioen 3 Eng. mijl - 1954, 1955
- Amerikaans kampioen 10.000 m - 1950
- Amerikaans kampioen veldlopen - 1955, 1956
- NCAA-kampioen 2 Eng. mijl - 1949

## Palmares

### 5000 m
- 1955:  Pan-Amerikaanse Spelen - 15.31,4

### 3 Eng. mijl
- 1952:  Amerikaanse indoorkamp. - 14.02,0
- 1953:  Amerikaanse indoorkamp. - 13.47,5
- 1954:  Amerikaanse indoorkamp. - 13.56,7
- 1954:  Amerikaanse kamp. - 14.18,5
- 1955:  Amerikaanse indoorkamp. - 13.54,0
- 1955:  Amerikaanse kamp. - 14.45,2
- 1956:  Amerikaanse indoorkamp. - 14.09,6

### 10.000 m
- 1950:  Amerikaanse kamp. - 32.44,3

### 3000 m steeple
- 1951:  Amerikaanse kamp. - 9.24,5
- 1952:  OS - 8.45,68
- 1956:  Amerikaanse kamp. - 9.04,1
- 1956: 8e in series OS - 8.51,0

### 2 Eng. mijl steeple
- 1953:  Amerikaanse kamp. - 10.02,5

### veldlopen
- 1955:  Amerikaanse kamp. (lange afstand)
- 1956:  Amerikaanse kamp. (lange afstand)

## Onderscheidingen
- James E. Sullivan Award - 1952

1920: Percy Hodge ·
1924: Ville Ritola ·
1928: Toivo Loukola ·
1932: Volmari Iso-Hollo ·
1936: Volmari Iso-Hollo ·
1948: Tore Sjöstrand ·
1952: Horace Ashenfelter ·
1956: Chris Brasher ·
1960: Zdzisław Krzyszkowiak ·
1964: Gaston Roelants ·
1968: Amos Biwott ·
1972: Kipchoge Keino ·
1976: Anders Gärderud ·
1980: Bronisław Malinowski ·
1984: Julius Korir ·
1988: Julius Kariuki ·
1992: Matthew Birir ·
1996: Joseph Keter ·
2000: Reuben Kosgei ·
2004: Ezekiel Kemboi ·
2008: Brimin Kipruto ·
2012: Ezekiel Kemboi ·
2016: Conseslus Kipruto ·
2020: Soufiane El Bakkali ·
2024: Soufiane El Bakkali
- International Standard Name Identifier: 0000 0000 8056 6282
- Library of Congress Control Number: no2010098071
- Virtual International Authority File: 122079489
- WorldCat: E39PBJrGyDX9QwWbQxYvcWPG73